# Coppenhall
Coppenhall – wieś w Anglii, w hrabstwie Staffordshire. Leży 6 km na południe od miasta Stafford i 196 km na północny zachód od Londynu.